# Baie de Mondah
Die Baie de Mondah (auch: Baie de Monda, Baie de Mondah, Baie de Munda, deutsch auch: Mondabai) ist ein Ästuar in der Provinz Estuaire im nordwestlichen Gabun.
Das Ästuar liegt im Süden der Bucht von Biafra, die seit 1970 den Namen Bucht von Bonny trägt.

## Geographie
Bei der Baie de Mondah handelt sich um die Mündung des Mondah (auch: Munda River), die zusammen mit mehreren weiteren Zuflüssen und gezeitenabhängigen Buchten zu einem Mündungsgebiet in Form eines Trichters übergeht, der in nördlicher Richtung in die Corisco Bay mündet.
Innerhalb des Trichters liegen auch mehrere Inseln. Die Ufer sind flach, sumpfig und von Mangroven geprägt, was die Bucht als Hafen ungeeignet erscheinen lässt.

## Geschichtliches
Das Gebiet um den Ästuar kam 1911 als Teil Neukameruns zur deutschen Kolonie Kamerun.